# 28182 Chadharris
28182 Chadharris è un asteroide della fascia principale. Scoperto nel 1998, presenta un'orbita caratterizzata da un semiasse maggiore pari a 2,4282493 UA e da un'eccentricità di 0,1641897, inclinata di 1,55969° rispetto all'eclittica.